# Zadolžnice, zavarovane z dolgom
Zadolžnice, zavarovane z dolgom (angleško collateralized debt obligation, CDO) s finančni instrument, ki sestoji iz portfelja vrednostnih papirjev z visokimi obrestnimi merami, denimo hipotekarnih obveznic, ki se jih združi z namenom zmanjšanja tveganja ob morebitnem izpadu posameznega vračila dolga. Tako nastali svežnji se naknadno razdelijo v več tranš (poimenovanih senior, mezzanine in equity) z različinimi obrestnimi merami in temu ustreznimi tveganji. Kupec tranše senior tako prevzame najmanjše tveganje ob izpadu vračila dolga, a dobi tudi najmanjše obresti, razmerje je obrnjeno pri tranši equity, tranša mezzanine pa je nekje vmes.

## Trgovanje s CDO-ji in svetovna gospodarska kriza
Trgovanje s CDO-ji se je razmahnilo v času rastočega nepremičninskega balona v Združenih državah Amerike in drugod po svetu, ki je vrhunec dosegel sredi prejšnjega desetletja. Hipotekarne obveznice (vrednostni papirji, izdani, ko se posameznik zadolži za nakup nepremičnine), preoblikovane v CDO-je, so bile ob v tem času prodane številnim vlagateljem po svetu, ki so se znašli v težavah ob naraščajočih izpadih vračil prvotnega nepremičninskega dolga. Ekonomist Nouriel Roubini tako ocenjuje, da je bila skoraj polovica papirjev, nastalih iz hipotekarnih obveznic, prodanih tujim investitorjem. Velik delež teh obveznic je pristal v naložbenih portfeljih evropskih bank, ki so imele bodisi v rokah CDO tranše, bodisi so posojale denar hedge skladom, ki so vlagali v CDO-je. 
Pred vrhom hipotekarne krize leta 2007 so le redki ekonomisti, vlagatelji in akademiki, med njimi Warren Buffet, opozarjali, da se z izvedenimi finančnim instrumenti, ki so vse bolj nepregledni, tveganje pravzaprav povečuje in ne zmanjšuje. Kritike oblikovanja CDO-jev in trgovanja z njimi so bolj upoštevane šele po izbruhu svetovne gospodarske krize.